# .lk
.lk je vrhovna internetska domena (country code top-level domain - ccTLD) za Šri Lanku. Domenom upravlja University of Moratuwa.

## Vanjske poveznice
- IANA .lk whois informacija  Arhivirana inačica izvorne stranice od 16. listopada 2007. (Wayback Machine)